# Molophilus (Austromolophilus) subhastatus
Molophilus (Austromolophilus) subhastatus is een tweevleugelige uit de familie steltmuggen (Limoniidae). De soort komt voor in het Australaziatisch gebied.